# Brasão da Renânia-Palatinado

Brasão da Renânia-Palatinado

Este artigo é sobre o brasão do estado alemão da Renânia-Palatinado.
O brasão da Renânia-Palatinado foi desenhado em 1947 após a fundação desta Bundesland pelo Alto Comissionário Francês na Alemanha. Simbolizada a dedicação da Renânia-Palatinado à Alemanha (portanto o tricolor preto-vermelho-ouro) bem como as tradições democráticas da Alemanha. Estas cores foram vistas pela primeira vez nesta combinação durante a Hambacher Fest (uma demonstração nas ruínas do Hambacher Schloß (castelo de Hambach) [Palatinado]) em 1832. Desta forma o Palatinado está muito relacionado com a utilização destas cores pela Alemanha moderna.

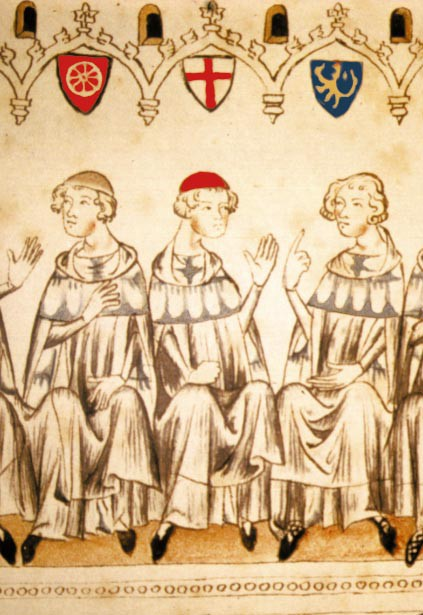
Os três príncipes-eleitores sob seus brasões: v.l. Peter von Mainz, Balduin von Trier e Pfalzgraf Rudolf. (1341)

Além disto estas três cores são predominantes no brasão da Renânia-Palatinado. Este brasão mostra os sinais dos poderes predominantes na região antes da Revolução Francesa:
a cruz vermelha de São Jorge sobre fundo prata representando o arcebispo e prínicpe eleitor de Trier; a roda prata sobre vermelho representando o arcebispo e príncipe eleitor de Mogúncia e o leão dourado sobre fundo negro representando o príncipe eleitor do Palatinado.
A coroa consiste em folhas de parreira e representa a importância deste cultivar para a agricultura local..